# Anzano di Puglia
Anzano di Puglia község (comune) Olaszország Puglia régiójában, Foggia megyében.

## Fekvése
Foggiától délnyugatra fekszik, a Dauniai-szubappenninekben.

## Története
Első említése a 11. századból származik. 1810-ig közigazgatásilag Trevico része volt. 1862 és 1931 között Anzano degli Irpini néven Hirpinia része volt, ezt követően kerül vissza Foggia megyéhez.

## Népessége
A népesség számának alakulása:

## Főbb látnivalói
- Santa Maria di Anzano-templom